# Абу-Хурейра
Телль Абу-Хурейра (араб. تل أبو هريرة‎, «телль», араб. تَل‎ — холм) — ранненеолитическое поселение в западной Месопотамии. Одно из первых поселений древних земледельцев. Расположено на горном плато близ южного берега реки Евфрат, ныне — северная Сирия, к востоку от Алеппо.
Раннее поселение эпохи мезолита было основано ок. 9500 года до н. э., вероятно, носителями натуфийской культуры в результате экспансии их из южного Леванта. Состояло из небольшого количества типично натуфийских округлых в плане сооружений из дерева. Население состояло не более, чем из 100—200 человек. Питание обеспечивалось охотой и собирательством. В хижинах найдены бытовые ямы для хранения пищи. Объекты охоты — газели, дикие ослы и овцы, крупные копытные, лисы, зайцы и птица. Собираемые дикорастущие зерновые — пшеница, рожь, ячмень.
Примерно с 9050 года до н. э. культивировали рожь, предположительно, из-за уменьшения площадей дикорастущих злаков в результате изменения климата. Позже поселение было надолго оставлено жителями. После продолжительного запустения было вновь населено носителями культуры PPNB. По сравнению с предшествующим периодом, население увеличилось десятикратно. Дома возводили из сырцового кирпича на холме, образованном в основном остатками прежних сооружений. Культивировали несколько видов растений. Остатки скелетов жителей носят следы деформаций, характерных для земледельцев, особенно от перемалывания зерна. Пасли домашних животных. После 5300 года до н. э. использовали глиняную посуду. Поселение было окончательно заброшено после 5000 года до н. э.

## Археологические исследования
Раскопки велись в 1972—1973 годах в связи с подготовкой к затоплению водохранилищем. Предварительные результаты исследований полученных образцов были опубликованы в 1983 году, окончательные — в 2000 году.
Судя по остаткам расплавленного стекла, собранным до затопления участка, на поселение Абу-Хурейра 12 800 л. н. (поздний дриас) упали фрагменты крупного астероида или кометы. Высокие концентрации в слое YDB (Younger Dryas boundary — граница позднего дриаса) иридия, платины, никеля и кобальта предполагают смешивание расплавленного местного осадка с небольшими количествами метеоритного материала при температуре от 1720 °C до > 2200 °C. Сферолиты из Абу-Хурейры из слоя YDB аналогичны 700 сферолитам из 18 мест по всему миру. Через некоторое время жизнь в Абу-Хурейре восстановилась, но тёплый климат сменился климатом сухой холодной степи, что заставило обителей перейти от охоты и собирательства к земледелию и сезонной заготовке кормов для скота.